# Mai Villadsen
Mai Villadsen   (Herning, 26 de desembre de 1991) és una política danesa que és membre del Parlament de Dinamarca d'ençà de les eleccions legislatives daneses de 2019. Va exercir com a portaveu del partit Aliança Roja-Verda des del 2021 fins al 2023, i va ser succeïda en aquesta funció per Pelle Dragsted.

## Trajectòria
Villadsen és filla dels mestres de primària Jørn Sloth Andersen i Lisbeth Ejby Villadsen. Ha esmentat la seva àvia, que era modista i sindicalista, com la seva principal influència per a entrar en política.
Des del 2013 fins al 2015 Villadsen va treballar al sindicat HK Denmark. Des del 2015 fins al 2019, va ser assessora política de l'Aliança Roja-Verda. Al mateix temps, va treballar com a professora al laboratori d'idees CEVEA, i del 2015 al 2017 com a gestora de projectes i professora a DeltagerDanmark. El treball va consistir, entre altres tasques, en la formació de joves activistes en debat i organització.
Villadsen va ser escollida per al parlament a les eleccions del 2019, on va rebre 2.572 vots. El 10 de febrer de 2021, es va convertir en la nova portaveu política de l'Aliança Roja-Verda, després de Pernille Skipper. Malgrat que l'Aliança Roja-Verda va perdre quatre escons a les eleccions legislatives daneses de 2022, va ser reelegida obtenint 10.822 vots. El 22 d'agost de 2023 va deixar el càrrec com a portaveu polític de l'Aliança Roja-Verda.